# 卓加 (聚落)
卓加，又寫做篤佳、篤嘉、篤家，卓佳。位於臺灣屏東縣里港鄉，指稱二重溪兩岸的歷史聚落。一般而言，卓加指的是二重溪北岸的村落內卓加，又記做小卓加、小篤家，此地開發較早，林爽文事件時曾有篤嘉莊之戰。與此相對的外卓加或大卓加，開發較遲，雍正、同治時期的輿圖都顯示兩庄的並存，該地名所指涉之處今已不明。

## 歷史
卓加之意義今已不可考，或謂此名出於西拉雅語，意為「荒草遍布之地」:63。卓加最早出自康熙六十一年（西元1722年）《台海使槎錄》:
康熙六十一年，官斯土者，議凡逼近生番處所相去數十里或十餘里，豎石以限之；越入者有禁。.....搭樓社外之大武崙、內卓佳莊、武洛社外之大澤機溪口，俱立石為界。
該書作者黃叔璥指出其時塔樓社外內卓佳莊有番界線，而該地既稱莊，代表為漢人聚落，故可推知卓加在康熙末年已然成庄。此地可能為清朝由漳州府而來的福佬移民，經陸路由府城過羅漢內外門至此開墾。而雍正元年至雍正五年（1723-1727）之《雍正時期臺灣輿圖》，隔著篤佳溪（今為二重溪）同時出現了內篤嘉庄與外篤嘉庄:60。同時附近的阿里港雖有零星記載，但繁榮的阿里港街直至乾隆初年形成，而乾隆二十九年（西元1764年）《重修鳳山縣志》卓加方被阿里港街取代。
里港雙慈宮成立於乾隆六年（西元1741年），一說雍正八年（西元1730年）。籌畫初時，由卓加庄與阿里港兩地居民爭奪建址，最後行「秤水量土」由阿里港勝出:69。隨著溪南地區逐漸發展，外卓加庄也逐漸併入阿里港街，可能是打鐵店的前身（今屏東縣里港鄉鐵店村）:67。乾隆五十一年（西元1787年），林爽文事件爆發，作為民變領導人莊大田家族之居所，此地有篤嘉莊之戰。事件過後，水患等因素也加速了內卓佳的沒落。
日治時期的輿圖上仍有此聚落，屬高雄州屏東郡三張廍。因近二重溪河灘地，沿岸砂石工廠紛立。卓加雖有悠久的歷史，但由於日治時期河流整治以及政府遷村等因素，現該地幾無住屋，而昔日信仰中心龍角寺尚存。北側新立的聚落有交通要道經過，反而成為三廍村較發達的地方。